# Losgeld
Losgeld is het geldbedrag dat gevraagd wordt bij een ontvoering door de gijzelnemers om de gijzelaar vrij te laten. 
De ontvoerde gijzelaar is meestal iemand van een kapitaalkrachtige familie. Ook voor voorwerpen, bijvoorbeeld een gestolen schilderij, wordt soms losgeld geëist. Losgeld kan ook door hackers gevraagd worden om een door ransomware besmette computer vrij te geven. Vaak wordt een betaling in cryptomunten geëist.

## Toelichting

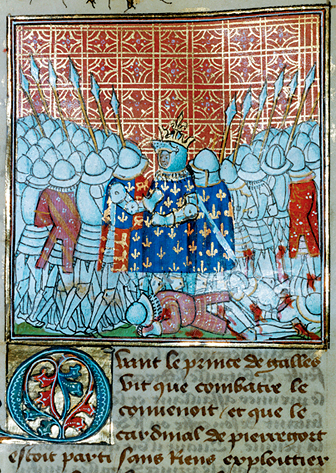
Gevangenneming van koning Jan II tijdens de Slag bij Poitiers

Het eisen van losgeld kent een lange traditie en gaat terug tot het begin van onze jaartelling. In het Germaans recht bestond een gelijkaardig concept genaamd weregild of weergeld.
Julius Caesar werd gevangengenomen door piraten vlak bij het eiland Pharmacusa. Men eiste 50 talenten voor zijn vrijlating.

In de middeleeuwen nam men ridders bij voorkeur gevangen in plaats van ze te doden, aangezien ze levend meer waard waren dan dood. De hoogte van het bedrag gaf de status van de ontvoerde aan. De herauten van beide legers identificeerden op basis van het wapen de ridders en regelden het saldo van het losgeld. Door deze praktijk kende de heraldiek een hoge vlucht en steeg de status van de heraut.
Bekende gegijzelden waren Richard Leeuwenhart en Bertrand du Guesclin. Bij de Slag bij Poitiers in 1356 maakten de Engelsen koning Jan II van Frankrijk krijgsgevangen en eisten een losgeld van drie miljoen franken.
De ontvoering van het vierjarig kind Charley Ross in Philadelphia op 1 juli 1874 wordt beschouwd als de eerste kidnapping in de moderne tijd waarbij men losgeld eiste. Zeer geruchtmakend was de ontvoering van het zoontje van Charles Lindbergh.

## Overhandiging
De wijze waarop losgeld aan de ontvoerders wordt overhandigd, kan zeer problematisch zijn. De ontvoerders lopen immers groot risico te worden opgepakt. Bovendien zal het losgeld vaak op een onzichtbare wijze gemerkt zijn, waardoor het opvalt als het wordt uitgegeven.